# Ehningen
Ehningen ist eine Gemeinde in der Region Stuttgart in Baden-Württemberg. In seinem Nordosten grenzt Ehningen direkt an die Kreisstadt Böblingen.

## Geographie

### Lage
Ehningen liegt im Korngäu am nordwestlichen Rande des Naturparks Schönbuch. Das historische Ehningen ist nördlich der Würm gelegen, im Zuge des Wachstums des Ortes fließt die Würm nun mitten durch den Ort. Der zweite größere Wasserlauf Ehningens ist der Krebsbach, der südwestlich des alten Ortskerns in die Würm mündet.

### Gemeindegliederung
Zu Ehningen gehört das Dorf Ehningen, der Weiler Mauren und das Haus Sägewerk sowie die abgegangenen Ortschaften Hoingen, Rainmulin, Sulz und Haldenölmühle.

### Schutzgebiete
In Ehningen liegt das Natur- und Landschaftsschutzgebiet Krebsbachaue. Unter Landschaftsschutz stehen Geländeteile westlich und nördlich der Ketterlenshalde (Füllesbrunnen, beim Kaiserbusch und Birkensee) und das Würmtal nördlich Hildrizhausen samt dem Talbecken um Mauren zwischen Holzgerlingen und Ehningen. Im Südosten liegt ein kleines Teilgebiet des FFH-Gebiets Schönbuch und der Schonwald Bärenklinge.

## Geschichte

### Vorgeschichte und Altertum
Es gibt reichliche Zeichen einer kontinuierlichen Nutzung dieses Landstriches. So wurden eine jungsteinzeitliche Pfeilspitze (3000–1800 v. Chr.) und ein bronzezeitliches Hügelgrab (1800–1200 v. Chr.) gefunden. Etwas südlich des heutigen Ehningen wurde eine keltische Viereckschanze ausgegraben, die aber heute überbaut ist.
Ab dem dritten Jahrhundert nach Christus begann die Besiedelung durch die Alemannen. Dies wird auch durch die 1878 beim Bau der Bahnstrecke Stuttgart–Horb gefundenen alemannischen Reihengräber belegt. Mit der Endung -ingen lässt sich Ehningen den „schwäbischen Urdörfern“ zuordnen. Der ursprüngliche Name „Ondgingin“ oder „Ondingen“ weist dabei möglicherweise auf einen alemannischen Sippenführer mit Namen „Ondo“ hin.

### Mittelalter
Das Gebiet gehörte im Mittelalter zum Herzogtum Schwaben. Die erste urkundliche Erwähnung Ehningens lässt sich auf das Jahr 1185 datieren, nach der Ritter Albertus de Ondingin ein Gut bei Herrenberg erwarb. Dieser Albertus stammte aus dem ortsansässigen Adelsgeschlecht und war aller Wahrscheinlichkeit nach ein Vasall der Calwer Grafen.

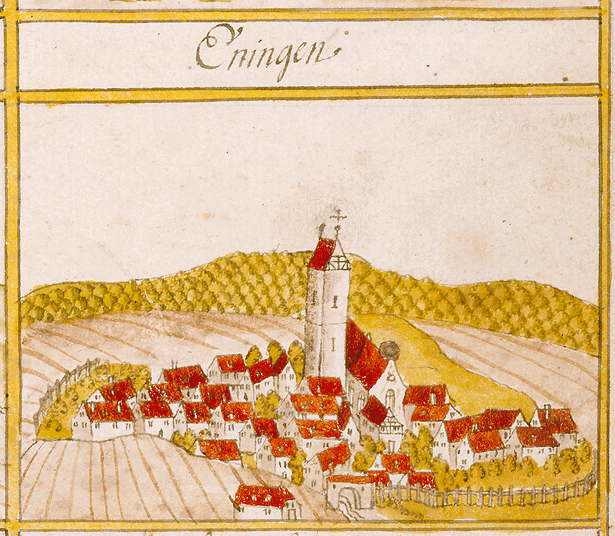
Ehningen 1681, Forstlagerbuch von Andreas Kieser

Im Mittelalter war die Größe Ehningens vergleichsweise konstant, die Siedlungsfläche war durch den so genannten „Etter“ begrenzt. Dieser Etter war in der Hauptsache ein Zaun, der das Vieh daran hindern sollte, in die Gärten der Häuser einzudringen.
Es gab aus dem alten Ortskern drei Straßen: Die Obere Gasse (heute Königsstraße), die nach Osten Richtung Böblingen durch das Obere Tor und nach Westen Richtung Herrenberg, Aidlingen und Gärtringen durch das Untere Tor führte. Die Dagersheimer Straße führte Richtung Norden durch das Weilemer Tor (auch Linsentor). Von diesen drei Toren ist keines erhalten geblieben. Den Verlauf des Etters sieht man im Osten noch am heutigen Verlauf des „Gängle“. Die Siedlungsgrenze des Etters wurde erst im 19. Jahrhundert überschritten mit neuer Siedlungsfläche Richtung Aidlingen.

### Württembergische Zeit
1357 kam Ehningen von der Pfalzgrafschaft Tübingen an die Grafschaft Württemberg. Die Grafen von Württemberg vergaben das Dorf an adelige Herren zu Lehen, darunter die Söler von Ehningen, die Söler von Richtenberg, die Truchsessen von Höfingen sowie die Herren von Hailfingen, von Ow, von Münchingen und von Dürrmenz. Herzog Ulrich von Württemberg setzte 1534 in seinem Land die Reformation durch, so dass Ehningen seither evangelisch geprägt war. Das Schloss kam 1670 im Erbgang an die Familie von Breitschwert.
Ehingen gehörte stets zum Amt bzw. seit 1758 Oberamt Böblingen, was sich auch nach der Umsetzung der neuen Verwaltungsgliederung im seit 1806 bestehenden Königreich Württemberg nicht änderte.
1850 hatte Ehningen 1634 evangelische und drei katholische Einwohner, die in 308 Haupt- und 88 Nebengebäuden lebten und arbeiteten.
Mit Eröffnung der Bahnstrecke Stuttgart–Horb erfolgte 1874 der Anschluss von Ehningen an das Streckennetz der Königlich Württembergischen Staats-Eisenbahnen.

### 20. und 21. Jahrhundert

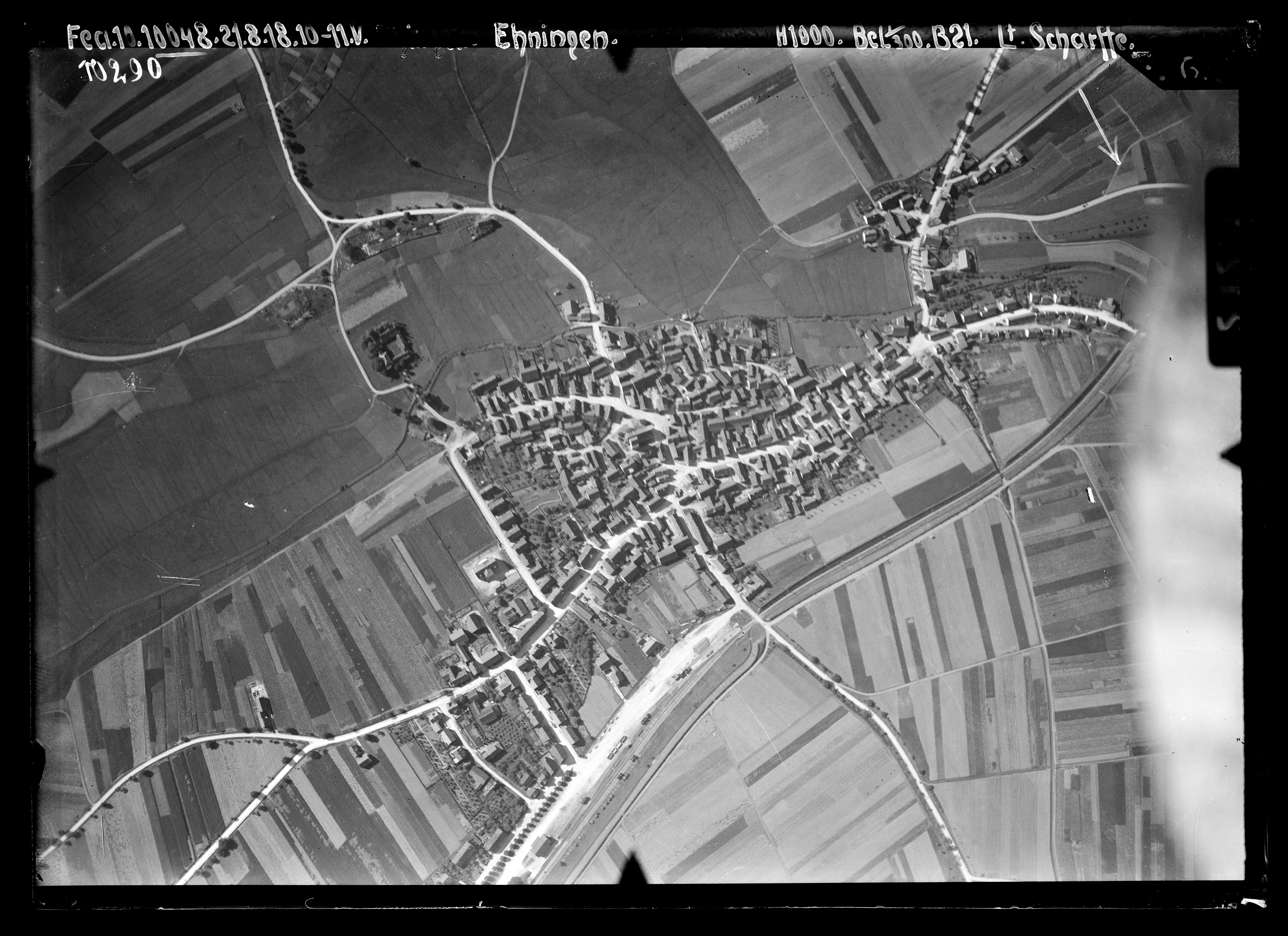
Luftbild von Ehningen, August 1918

Die Verwaltungsreform während der NS-Zeit in Württemberg führte 1938 zur Zugehörigkeit zum Landkreis Böblingen. 1945 wurde der Ort Teil der Amerikanischen Besatzungszone und gehörte somit zum neu gegründeten Land Württemberg-Baden, das 1952 im jetzigen Bundesland Baden-Württemberg aufging.
Bis zum Zweiten Weltkrieg hatte Ehningen rund 2000 Einwohner; diese Zahl ist bis zum Jahr 2000 kontinuierlich auf rund 7000 Einwohner angestiegen. Es entstanden die Wohngebiete Schützenmaden, Herdstelle, Waag, Talstraße, Leimentalstraße und Gärtringer Weg, Schwarzwaldsiedlung, Bol, im Jahre 2005 das Baugebiet Bühl I und schließlich 2012 Bühl II.
Im Zuge der Gemeindereform in den 1970er Jahren gab es Gedanken, Ehningen nach Böblingen einzugemeinden; diese Pläne wurden aber nie verwirklicht.

### Religionen

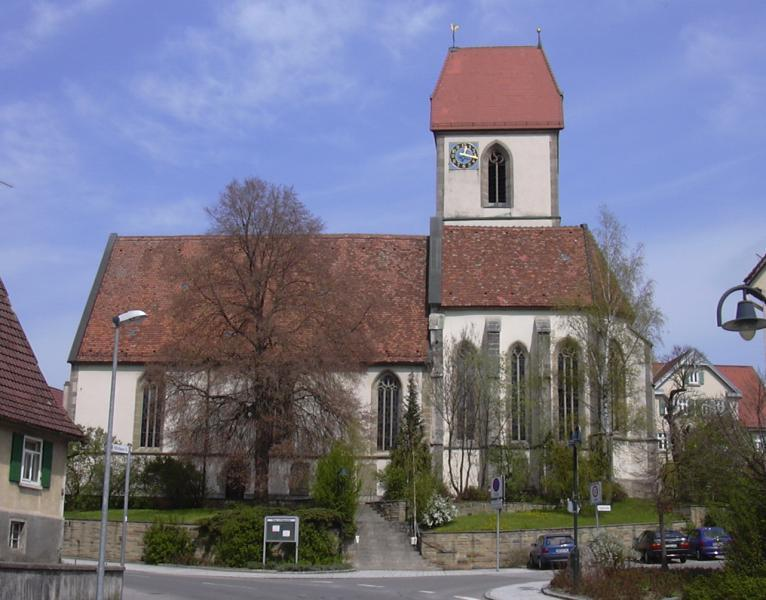
Evangelische Marienkirche in Ehningen

Seit der Reformation war Ehningen evangelisch-lutherisch geprägt. Erst nach dem Ende des Zweiten Weltkrieges entstand im Zuge der Ansiedelung von Vertriebenen wieder eine katholische Kirchengemeinde.
Die evangelische Marienkirche, ursprünglich den Heiligen Donatus, Afra und Fridolin geweiht stammt aus dem 15. und 16. Jahrhundert und ist im spätgotischen Stil erbaut. Wahrscheinlich steht sie auf dem gleichen Standort wie eine ältere Kirche in Ehningen. Dort ist das Epitaph des Juristen und örtlichen Schlossherrn Philipp Leonhard von Breitschwerdt (1654–1712) erhalten, der Großvater des Kirchenlieddichters Christoph Karl Ludwig von Pfeil (1712–1784).
Die katholische Kirche St. Elisabeth wurde 1957 fertiggestellt.
Die Maurener Liebfrauenkirche war lange Zeit eine beliebte Wallfahrtskirche.
Seit 1554 war Mauren eine eigene Pfarrei. Diese bestand bis 1809. Heute wird nur noch der Chor als Kapelle verwendet (in unregelmäßigen Abständen). Das Kirchenschiff dient als Lagerraum.
Am Altdorfer Weg steht die neuapostolische Kirche.

### Ortsteile
Ehningen besteht (einschließlich Mauren) aus acht Ortsteilen:
- Bernrain, Wohn- und Industriegebiet am nordöstlichen Ortsende
- Bol (Boll), westlich des Ortskerns gelegene Wohngebiete
- Bühl, Neubaugebiet nördlich des Bahnhofs
- Furt (Fronäcker), Alter Ortskern
- Herdstelle, Wohngebiet im Osten des Ortes, zwischen Autobahn 81 und Kreisstraße 1077
- Letten, Industriegebiet im Westen des Ortes
- Mauren
- Schwarzwaldsiedlung

#### Mauren

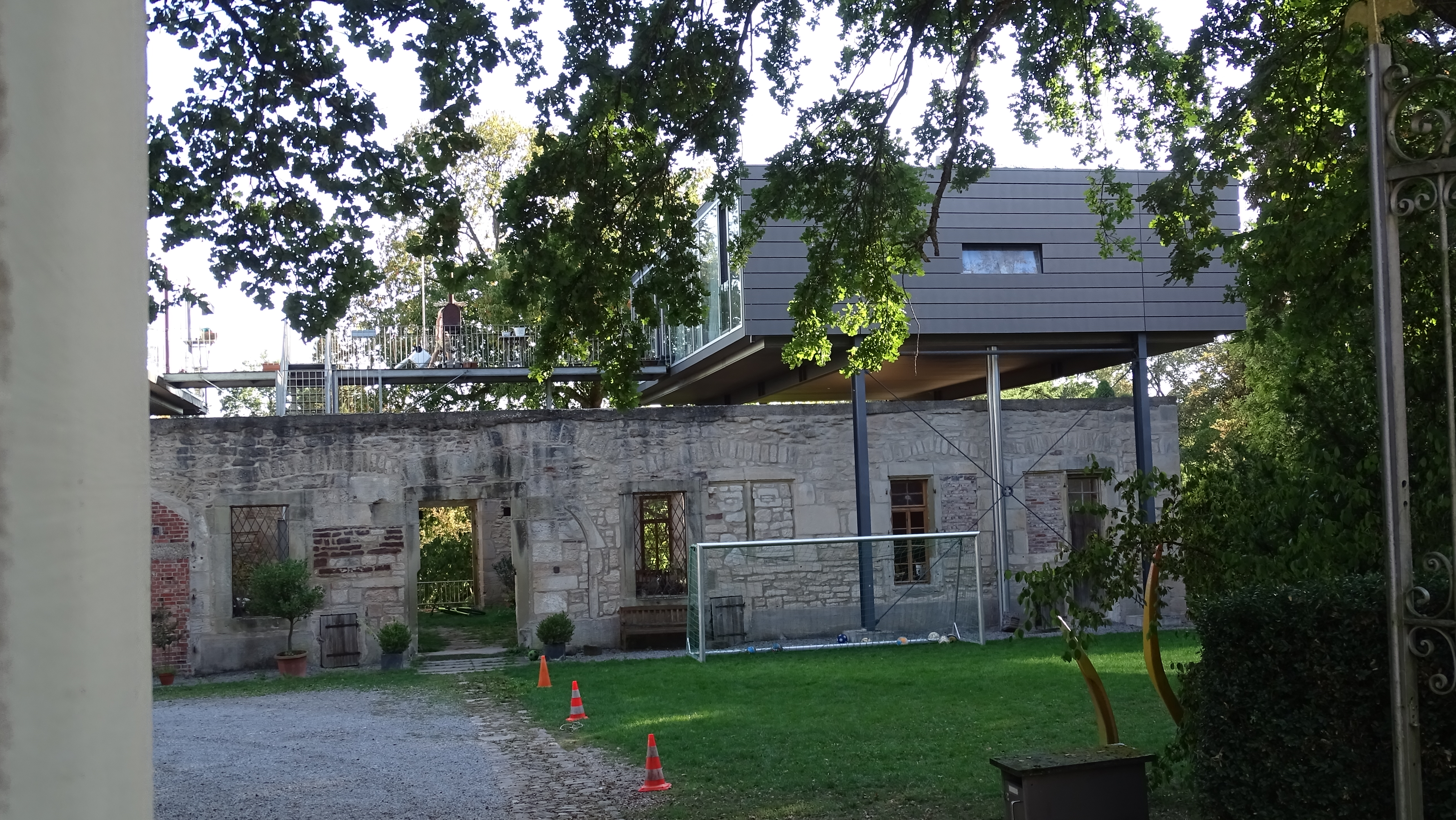
Schloss Mauren mit moderner Überbauung

Das Schlossgut oder Hofgut Mauren liegt an der Grenze zwischen dem oberen (oder Korn-)Gäu und dem Schönbuch im Tal der Würm. Der Name Mauren hat seinen Ursprung mit aller Wahrscheinlichkeit vom Wort Mauer. Dies bezieht sich auf einen ehemaligen römischen Gutshof, der unweit des heutigen Mauren im Würmtal gelegen hat.
Mauren wurde 1320 erstmals erwähnt und war damals ein württembergisches Lehen. Im Laufe der Jahrhunderte wechselte Mauren häufig den Besitzer.
Das Maurener Schloss wurde 1617 von Heinrich Schickard errichtet. 1943 fiel es einem britischen Bombenangriff zum Opfer, wobei aufgrund von Nebel Mauren mit Böblingen verwechselt wurde. Heute stehen noch die Außenmauern des Erdgeschosses, der Gewölbekeller unter dem Erdgeschoss ist ebenfalls erhalten. Über der Ruine wurden 2005 zwei Wohnhäuser gebaut, die auf Stahlpfeilern direkt über den Außenmauern der Ruine stehen.

### Eingemeindungen
Im Jahr 1851 wurde Mauren nach Ehningen eingemeindet.

### Einwohnerentwicklung
| Jahr      | 1550 | 1610 | 1650 | 1850 | 1939 | 1950 | 1970 | 1987 | 1991 | 1995 | 2000 | 2005 | 2010 | 2015 | 2020 |
| Einwohner | 500  | 800  | 300  | 1637 | 1985 | 3068 | 5890 | 6906 | 7286 | 7176 | 7530 | 7637 | 7903 | 8694 | 9222 |

## Politik

### Gemeinderat
Der Gemeinderat in Ehningen besteht aus den 18 gewählten ehrenamtlichen Gemeinderäten und dem Bürgermeister als Vorsitzendem. Der Bürgermeister ist im Gemeinderat stimmberechtigt. Die Kommunalwahl am 9. Juni 2024 führte zu folgendem Endergebnis
| Parteien und Wählergemeinschaften | Parteien und Wählergemeinschaften           | % 2024  | Sitze 2024 | % 2019  | Sitze 2019 | Kommunalwahl 2024 %403020100 34,9431,1720,0516,97 FWCDUGrüneSPDGewinne und Verlusteim Vergleich zu 2019 %p 8 6 4 2 0 −2 −4 −6+3,13+7,02−5,61+1,72FWCDUGrüneSPD |
| FW                                | Freie Wähler                                | 31,81   | 6          | 34,94   | 6          | Kommunalwahl 2024 %403020100 34,9431,1720,0516,97 FWCDUGrüneSPDGewinne und Verlusteim Vergleich zu 2019 %p 8 6 4 2 0 −2 −4 −6+3,13+7,02−5,61+1,72FWCDUGrüneSPD |
| CDU                               | Christlich Demokratische Union Deutschlands | 31,17   | 5          | 24,15   | 4          | Kommunalwahl 2024 %403020100 34,9431,1720,0516,97 FWCDUGrüneSPDGewinne und Verlusteim Vergleich zu 2019 %p 8 6 4 2 0 −2 −4 −6+3,13+7,02−5,61+1,72FWCDUGrüneSPD |
| GRÜNE                             | Bündnis 90/Die Grünen                       | 20,05   | 4          | 25,66   | 5          | Kommunalwahl 2024 %403020100 34,9431,1720,0516,97 FWCDUGrüneSPDGewinne und Verlusteim Vergleich zu 2019 %p 8 6 4 2 0 −2 −4 −6+3,13+7,02−5,61+1,72FWCDUGrüneSPD |
| SPD                               | Sozialdemokratische Partei Deutschlands     | 16,97   | 3          | 15,25   | 3          | Kommunalwahl 2024 %403020100 34,9431,1720,0516,97 FWCDUGrüneSPDGewinne und Verlusteim Vergleich zu 2019 %p 8 6 4 2 0 −2 −4 −6+3,13+7,02−5,61+1,72FWCDUGrüneSPD |
| Gesamt                            | Gesamt                                      | 100 %   | 18         | 100 %   | 18         | Kommunalwahl 2024 %403020100 34,9431,1720,0516,97 FWCDUGrüneSPDGewinne und Verlusteim Vergleich zu 2019 %p 8 6 4 2 0 −2 −4 −6+3,13+7,02−5,61+1,72FWCDUGrüneSPD |
| Wahlbeteiligung                   | Wahlbeteiligung                             | 70,38 % | 70,38 %    | 67,17 % | 67,17 %    | Kommunalwahl 2024 %403020100 34,9431,1720,0516,97 FWCDUGrüneSPDGewinne und Verlusteim Vergleich zu 2019 %p 8 6 4 2 0 −2 −4 −6+3,13+7,02−5,61+1,72FWCDUGrüneSPD |

### Bürgermeister
- 1948–1960: Wilhelm Schäfer
- 1960–1980: Rolf Mezger
- 1980–2004: Hans Heinzmann
- 2004–2020: Claus Unger
- seit 2020: Lukas Rosengrün

### Wappen
| Wappen der Gemeinde Ehningen | Blasonierung: „In Blau ein goldener (gelber) Entenfuß, der einen roten Apfel umkrallt.“ |
| Wappen der Gemeinde Ehningen | Wappenbegründung: Während die Ortssiegel von 1552 und 1562 mit der Szene von Maria Verkündigung auf das Kirchenpatrozinium hinweisen, zeigen die für 1681 nachgewiesenen Fleckenzeichen eine Pfeilspitze beziehungsweise eine Pflugschar. Abweichend von letzterem enthalten Marksteine des 19. Jahrhunderts ein Ortszeichen, das man vielleicht als Entenfuß ansprechen kann. Der Entenfuß, der eine Kugel oder einen Apfel umkrallt, ist am Balkon des 1844 erbauten alten Rathauses und in den Gemeindesiegeln spätestens seit 1919 im Wappenschild zu sehen. Er knüpft vielleicht als „redende“ Wappenfigur an die alte Schreibung des Ortsnamens „Oen-dingen“ oder an den Necknamen „Entenbrüter“ an. Während 1923 ein silberner Entenfuß mit rotem Apfel im blauen Schild festgelegt worden war, ist der Entenfuß seit 1926 golden tingiert. |

## Wirtschaft und Infrastruktur
Ehningen ist ein typischer Ort im Einzugsgebiet von Böblingen, Sindelfingen und Stuttgart mit einem sehr hohen Anteil an Pendlern. Es gibt drei Gewerbegebiete in Ehningen: Letten, Birkensee und Bernrain.
Wichtige Arbeitgeber sind die Bertrandt AG und die Großbäckerei Sehne. Im Nordwesten befindet sich ein großer Steinbruch der Firma Baresel. Des Weiteren finden sich im Ort weitere Betriebe aus Handel, Gewerbe, Gastronomie und Landwirtschaft.
Von 2009 bis zu einem Korruptionsskandal 2023/24 war Ehningen Standort der Deutschland-Zentrale von IBM. 2021 wurde dort der erste kommerzielle Quantencomputer Europas vorgestellt.

### Verkehr
Ehningen liegt an der Bundesautobahn 81. Die „Bodenseeautobahn“ führt von Würzburg nach Gottmadingen bei Singen und wurde Ende der 1970er Jahre erbaut.
Die Bahnstrecke Stuttgart–Horb, die durch Ehningen führt, wurde 1878 eingeweiht. Die Linie S1 (Kirchheim (Teck)–Stuttgart–Herrenberg) der Stuttgarter S-Bahn verkehrt seit 1991 auf dieser Strecke. Die S-Bahn fährt meist halbstündig in beide Richtungen. Dadurch sowie durch Buslinien ist Ehningen in den Verkehrsverbund VVS eingebunden.
Durch eine Alltagsroute aus dem Radnetz Baden-Württemberg ist Ehningen mit Böblingen und in der anderen Richtung über Gärtringen und Nufringen mit Herrenberg verbunden. Einige Abschnitte davon sind als Radschnellverbindung ausgebaut.

### Bildungseinrichtungen
In Ehningen gibt es vier Schulgebäude, davon wird als Schule nur die Friedrich Kammerer-Schule (1968) verwendet. Diese Gemeinschaftsschule hat ihren Namen vom Erfinder der ersten Reibzündhölzer der Welt, Jakob Friedrich Kammerer. Für die Schüler, Eltern und Lehrer der Schule gibt es seit 2002 wieder einen Schulsozialarbeiter. Die Schulsozialarbeit an der Friedrich-Kammerer-Schule bietet Einzelhilfe und Beratung, Sozialpädagogische Gruppenarbeit und Projekte, Gemeinwesenarbeit und Vernetzung sowie offene Freizeitangebote. Sie ist Teil des Jugendreferats der Gemeinde Ehningen.
Die „Fronäckerschule“ war 1915 eingeweiht worden. Ihren Namen hat sie von ihrem Standort auf den Fronäckern, die außerhalb des alten Ortskerns gelegen waren. Sie wird heute als „Haus der Vereine“ genutzt und beherbergt neben verschiedenen Vereinen die Volkshochschule.
Die ehemalige neue Schule (erbaut 1843) und die ehemalige alte Schule (erbaut 1826) sind zentral neben der evangelischen Kirche (Marienkirche) gelegen. Beide wurden in den 1980er Jahren renoviert und dienen heute als Wohnhäuser.

### Referat für Familie, Jugend, Senioren und Soziales
Das Referat für Familie, Jugend, Senioren und Soziales („Familienreferat“) ist Teil der (politischen) Gemeinde Ehningen und zuständig für die kommunale Kinder- und Jugendarbeit. Zum Jugendreferat gehören die drei Arbeitsbereiche Jugendreferat (u. a. Kooperation mit Vereinen und Verbänden, Jugendleiterausbildung JULEICA, Vernetzung mit anderen Einrichtungen der Jugendhilfe), Jugendkulturcafé BOING (offene Jugendarbeit und Gruppenarbeit) und die Schulsozialarbeit (Beratung und Einzelhilfe, sozialpädagogische Gruppenarbeit und Projekte, Gemeinwesenarbeit und Vernetzung, offene Freizeitangebote) an der Friedrich-Kammerer-Schule.

### Sport- und Freizeiteinrichtungen
- Sporthalle Schalkwiesen
- Turn- und Festhalle
- Sportplatz an der Schule
- Schwimmbad
- vier Reithallen
- Tennisplätze

### Sonstiges
- Haus am Pfarrgarten
- Haus der Jugend
- Zehntscheuer

## Kultur und Sehenswürdigkeiten

### Regelmäßige Veranstaltungen
Der Ehninger Pfingstmarkt ist weit über die Grenzen Ehningens hinaus bekannt. Er findet jedes Jahr am Pfingstmontag statt und wird jedes Jahr von bis zu 20.000 Menschen besucht. Er ist Teil des Ehninger Pfingstfestes, welches von Samstag bis Pfingstmontag auf dem Festplatz unterhalb der Fronäckerschule stattfindet und abwechselnd vom Musikverein und vom Sportverein veranstaltet wird. Der historische Pfingstmarkt wurde bereits 1837 staatlich genehmigt.
Seit 2023 wird das Pfingstfest nicht mehr vom Musikverein organisiert.

### Kunstwerke
Namensgebend ist die Gemeinde für den „Ehninger Altar“, der etwa 1476 für die Marienkirche entstand. Er befindet sich heute in der Staatsgalerie Stuttgart.

### Oberes Schloss
Um 1300 errichtete, 1755 durch Georg H. Heidegger erneuerte ehemalige Wasserburg, in der Schlossstraße südlich des alten Ortskerns gelegen. Die zweite Burg („Untere Burg“) an der heutigen Burgstraße, wurde 1768 abgebrochen.

## Persönlichkeiten

### Söhne und Töchter der Gemeinde
- 1796, 24. Mai, Jakob Friedrich Kammerer; † 23. Oktober 1857 in Ludwigsburg, Erfinder im Bereich der Streichhölzer
- 1853, 7. Januar, Heinrich Otto Widmann; † 18. März 1944 in Trossingen, württembergischer Oberamtmann, von 1920 bis 1924 Regierungspräsident des Neckarkreises
- 1919, 13. September, Heinrich Eberhardt; † 2003 in Stuttgart, Maler, Grafiker und Kunstpädagoge

### Mit der Gemeinde verbundene Personen
- Dietmar Aichele (* 19. Juli 1928; † 7. Mai 1996), Botaniker, Pädagoge und Sachbuchautor